# Thaumatoxena schoutedeni
Thaumatoxena schoutedeni är en tvåvingeart som beskrevs av Schmitz 1950. Thaumatoxena schoutedeni ingår i släktet Thaumatoxena och familjen puckelflugor. Inga underarter finns listade i Catalogue of Life.